# Bristow (Oklahoma)
Bristow – miasto w Stanach Zjednoczonych, w stanie Oklahoma, w hrabstwie Creek.